# カシア・ストラス
カシア・ストラス （Kasia Struss、本名:Katarzyna Strusińska、1987年11月23日 - ）は、ポーランド出身のファッションモデル。高校卒業後にモデルを始め、各国ヴォーグ誌の表紙となった。2007/2008春夏コレクションの四カ所のファッション・ウィークにおいて、75のメゾンのショーに出演する売れっ子となった。